# 荒井健 (野球)
荒井 健（あらい たけし、現姓：水野、1934年1月1日 - ）は、満洲国出身、香川県育ちの元プロ野球選手。

## 経歴
戦後に父が抑留され、単身満洲から香川に引き上げる。中学から野球を始め、高松一高では1951年、2年生の時に、1年先輩の中西太と共に夏の甲子園に出場。1回戦で岡山東商の秋山登、準々決勝では芦屋高の植村義信に投げ勝ち、準決勝に進出するが、エース清水宏員を擁する平安高に惜敗。同年の広島国体では準々決勝（初戦）で都島工と対戦、延長21回の熱戦の末に0-1でサヨナラ負け。中西以外のチームメートに捕手の松井清（西鉄）、二塁手の松岡雅俊がいた。翌1952年夏は北四国大会準決勝に進むが、松山商との対戦前にチームが食中毒禍に遭遇、放棄試合となり甲子園には届かなかった。
卒業後は早稲田大学に進学。東京六大学野球リーグでは3回の優勝を経験するが、同期の木村保、山口欣二（住友金属）らの陰に隠れ、あまり活躍の場はなかった。
1957年に近鉄パールスへ入団。1年目から一軍に上がり、8月には初先発を果たす。しかし翌1958年に榎本喜八のピッチャーライナーを受けて骨折、未勝利のまま実働2年で現役引退した。
引退後は近鉄、さらに東映フライヤーズのスカウトとして活動し、尾崎行雄の獲得に関わる。後に結婚し、水野姓となり東映退団後に水野興業を設立して実業界に転じ、「鶴ヶ島ゴルフ倶楽部（現：オリムピックナショナルゴルフクラブWEST）」、「東名小山カントリー倶楽部（現：ギャツビイゴルフクラブ）」、「東京国際空港ゴルフ倶楽部」などのゴルフ場を開発した。

## 詳細情報

### 年度別投手成績
| 年 度     | 球 団     | 登 板 | 先 発 | 完 投 | 完 封 | 無 四 球 | 勝 利 | 敗 戦 | セ 丨 ブ | ホ 丨 ル ド | 勝 率 | 打 者 | 投 球 回 | 被 安 打 | 被 本 塁 打 | 与 四 球 | 敬 遠 | 与 死 球 | 奪 三 振 | 暴 投 | ボ 丨 ク | 失 点 | 自 責 点 | 防 御 率 | W H I P |
| --------- | --------- | ----- | ----- | ----- | ----- | -------- | ----- | ----- | -------- | ----------- | ----- | ----- | -------- | -------- | ----------- | -------- | ----- | -------- | -------- | ----- | -------- | ----- | -------- | -------- | ------- |
| 1957      | 近鉄      | 13    | 3     | 0     | 0     | 0        | 0     | 0     | --       | --          | .000  | 110   | 26.0     | 27       | 4           | 4        | 0     | 1        | 14       | 0     | 0        | 15    | 11       | 3.81     | 1.19    |
| 1958      | 近鉄      | 15    | 1     | 0     | 0     | 0        | 0     | 1     | --       | --          | .000  | 107   | 24.2     | 24       | 2           | 7        | 0     | 1        | 7        | 1     | 0        | 13    | 9        | 3.24     | 1.28    |
| 通算：2年 | 通算：2年 | 28    | 4     | 0     | 0     | 0        | 0     | 1     | --       | --          | .000  | 217   | 50.2     | 51       | 6           | 11       | 0     | 2        | 21       | 1     | 0        | 28    | 20       | 3.53     | 1.24    |

### 記録
- 初登板：1957年5月6日、対東映フライヤーズ3回戦（駒沢球場）、6回裏に4番手で救援登板、1回無失点
- 初先発登板：1957年8月9日、対阪急ブレーブス14回戦（阪急西宮球場）、6回3失点で勝敗つかず

### 背番号
- 21 （1957年 - 1958年）